# Liste der Orte im Rhein-Neckar-Kreis
Die Liste der Orte im Rhein-Neckar-Kreis listet die geographisch getrennten Orte (Ortsteile, Stadtteile, Dörfer, Weiler, Höfe, (Einzel-)Häuser) im Rhein-Neckar-Kreis auf.

## Systematische Liste
Alphabet der Städte und Gemeinden mit den zugehörigen Orten.
| - Altlußheim mit dem Dorf Altlußheim, Gehöft und Haus Lußhof und den Wohnplätzen An der St. Leonerstraße, An der Waghäuselerstraße, Gemeindewald und Rheintalbahn. - Angelbachtal mit den Gemeindeteilen Eichtersheim und Michelfeld. - Zu Eichtersheim das Dorf Eichtersheim. - Zu Michelfeld das Dorf Michelfeld. - Bammental mit den Dörfern Bammental und Reilsheim, dem Ort Kraftwerk der Tapetenfabrik und dem Wohnplatz Jungviehweide Hollmut. - Brühl mit den Gemeindeteilen Brühl und Rohrhof. - Zu Brühl das Dorf Brühl. - Zu Rohrhof das Dorf Rohrhof. - Dielheim mit den Gemeindeteilen Dielheim und Horrenberg. - Zu Dielheim das Dorf Dielheim. - Zu Horrenberg die Dörfer Horrenberg, Balzfeld und die Weiler Oberhof und Unterhof. - Dossenheim mit dem Dorf Dossenheim, dem Weiler Schwabenheim, den Orten OEG Bahngebäude und Turmgasthaus zum „Weißen Stein“ und dem Wohnplatz Bärenstein. - Eberbach mit den Stadtteilen Brombach, Eberbach, Friedrichsdorf, Lindach, Pleutersbach und Rockenau. - Zu Brombach das Dorf Brombach. - Zu Eberbach die Stadt Eberbach, das Dorf Neckarwimmersbach, der Weiler Igelsbach (z. T. zu Hirschhorn (Neckar), Landkreis Bergstraße, Hessen), die Orte „Brown, Boverie & Cie“, „Im Elmele, Siedlung“, Itterhof, Ohrsberg-Siedlung, „Sändel, Siedlung“, Spitzberg (Jagdhaus), „Stausee, Itterkraftwerk“, „Steige, Siedlung“, Stößwerke (Gammelsbach) und Unterdielbach (mit Oberdielbach zusammengewachsen) und die Wohnplätze Antonslust, Böser Berg, Burghälde, Ferdinandsdorf (Reisenbachergrund) (z. T. zu Waldbrunn im Neckar-Odenwald-Kreis), Friedrichsdorfer Landstraße, Gaimühle, Gretengrund, Hirschhornerlandstraße, Holdergrund, Kratzert, Neckarelzerlandstraße, Neckarhälde, Bahnstation Pleutersbach, Rosaburg, Scheuerberg und „Schneckenweg, Neckarblick“. - Zu Friedrichsdorf das Dorf Friedrichsdorf, das Gehöft Badisch-Schöllenbach und der Wohnplatz Im Hoheroth. - Zu Lindach das Dorf Lindach. - Zu Pleutersbach das Dorf Pleutersbach. - Zu Rockenau das Dorf Rockenau, der Ort Sanatorium und die Wohnplätze Krösselbach und Rothenbach. - Edingen-Neckarhausen mit den Gemeindeteilen Edingen und Neckarhausen. - Zu Edingen das Dorf Edingen, der Ort Neu-Edingen und das Gehöft Edinger Hof. - Zu Neckarhausen das Dorf Neckarhausen und der Ort Weierhof. - Epfenbach mit dem Dorf Epfenbach, dem Weiler Keitenhöfe und dem Wohnplatz Wagen(furter) Mühle. - Eppelheim mit Eppelheim und dem Gehöft Birkighöfe. - Eschelbronn mit dem Dorf Eschelbronn. - Gaiberg mit dem Dorf Gaiberg. - Heddesbach mit dem Dorf Heddesbach. - Heddesheim mit dem Dorf Heddesheim, dem Weiler Muckensturm, dem Gehöft Neuzenhof und den Wohnplätzen Becherbruch und Bahnstation Großsachsen-Heddesheim. - Heiligkreuzsteinach mit den Gemeindeteilen Heiligkreuzsteinach und Lampenhain. - Zu Heiligkreuzsteinach das Dorf Heiligkreuzsteinach, die Orte „Hohenöd, Siedlung“ und Eiterbach. - Zu Lampenhain das Dorf Lampenhain, die Weiler Bärsbach, Hilsenhain und Vorderheubach, das Gehöft Hinterheubach und die Wohnplätze Haumühle und Schafhof. - Helmstadt-Bargen mit den Gemeindeteilen Bargen, Flinsbach und Helmstadt. - Zu Bargen das Dorf Bargen und der Wohnplatz Unter hohen Graben (Bargener Mühle). - Zu Flinsbach das Dorf Flinsbach und der Wohnplatz Hobstmühle. - Zu Helmstadt das Dorf Helmstadt, der Weiler Ingelheimerhof und das Gehöft Weilerhof. - Hemsbach mit Hemsbach, den Weilern Balzenbach und Weschnitz-Siedlung, dem Ort Am Mühlweg (Judenfriedhof), Schloss und den Höfen Schafhof (Waldnerhof) und Watzenhof. - Hirschberg an der Bergstraße mit den Gemeindeteilen Großsachsen und Leutershausen an der Bergstraße. - Zu Großsachsen das Dorf Großsachsen und die Wohnplätze Am Leutershausener Weg, Belzbuckel und Kohlbach. - Zu Leutershausen an der Bergstraße das Dorf Leutershausen an der Bergstraße. - Hockenheim mit der Stadt Hockenheim, den Orten Bahnstation Talhaus und Wasserwerk, dem Gehöft Insultheimerhof und den Wohnplätzen „Herrenteich, Ziegelei“ und „Ketschau, Ziegelei“. - Ilvesheim mit dem Dorf Ilvesheim und den Wohnplätzen Atzelbuckel, Beim Schießstand, Flurscheid und Weingärten. - Ketsch mit dem Dorf Ketsch. - Ladenburg mit der Stadt Ladenburg, den Weilern Neubotzheim und Neuzeilsheim und den Orten „Galgbrunnen, Siedlung“, „Leimfabrik mit Häusern“, „Rosenhof, Max-Planck-Institut“ und Tierkörperbeseitigungsanstalt (Leimhütte). - Laudenbach mit dem Dorf Laudenbach. - Leimen mit den Stadtteilen Gauangelloch, Leimen und St. Ilgen. - Zu Gauangelloch das Dorf Gauangelloch, der Weiler Ochsenbach und die Wohnplätze Birkenhof, Eulenberghof und Lindenhof. - Zu Leimen der Ort Leimen, der Weiler Lingental(erhof), der Ort Im Industriegelände und die Wohnplätze Am Kieslochweg, Am Wiesenweg, Baiermühle, Kistenmachermühle, Haltestelle Leimen, Lochmühle (Bucheneck), Schießstand und Zum Gossenbrunn. - Zu St. Ilgen das Dorf St. Ilgen. - Lobbach mit den Gemeindeteilen Lobenfeld und Waldwimmersbach. - Zu Lobenfeld das Dorf Lobenfeld, das Kloster Lobenfeld und die Höfe Biedersbacherhof und Klingentalerhof. - Zu Waldwimmersbach das Dorf Waldwimmersbach. - Malsch mit dem Dorf Malsch und den Orten Bahnstation Rot-Malsch und Tonwerk. - Mauer mit dem Dorf Mauer. - Meckesheim mit den Gemeindeteilen Meckesheim und Mönchzell. - Zu Meckesheim das Dorf Meckesheim und der Weiler Meckesheimer Hof. - Zu Mönchzell das Dorf Mönchzell. - Mühlhausen mit den Gemeindeteilen Mühlhausen, Rettigheim und Tairnbach - Zu Mühlhausen das Dorf Mühlhausen. - Zu Rettigheim das Dorf Rettigheim. - Zu Tairnbach das Dorf Tairnbach. - Neckarbischofsheim mit den Stadtteilen Neckarbischofsheim und Untergimpern. - Zu Neckarbischofsheim die Stadt Neckarbischofsheim, das Dorf Helmhof, der Weiler Heidäcker, die Orte Helmhofer Forsthäuser, Krixenberghof, Wohnsiedlung am Bundesbahnhof und Wohnsiedlung am Kalkwerk und der Wohnplatz Pulvermühle. - Zu Untergimpern das Dorf Untergimpern. | - Neckargemünd mit den Stadtteilen Dilsberg, Mückenloch, Neckargemünd und Waldhilsbach. - Zu Dilsberg der Ort Dilsberg und die Weiler Dilsbergerhof, Neuhof und Rainbach. - Zu Mückenloch das Dorf Mückenloch und die Siedlung Neckarhäuserhof. - Zu Neckargemünd die Stadt Neckargemünd, der Stadtbezirk Kleingemünd, der Ort Kümmelbacher Hof, und die Wohnplätze Faßfabrik, Kriegsmühle, Haltestelle Waldhilsbach und Walkmühle. - Zu Waldhilsbach das Dorf Waldhilsbach. - Neidenstein mit dem Dorf Neidenstein. - Neulußheim mit dem Dorf Neulußheim und dem Wohnplatz Siebzehntes Gewann. - Nußloch mit den Dörfern Nußloch und Maisbach und den Wohnplätzen Erzwäsche, Fischweiher, Mühle, Steinbruch des Zementwerks und Steinzeug- u. Tonwerk. - Oftersheim mit dem Dorf Oftersheim, dem Ort Hardtwaldsiedlung, dem Gehöft Bachmayer-Hof und den Wohnplätzen Blindenführerhundeschule, Golfplatz und Schießstand (ehemal. Panzerschießstand). - Plankstadt mit dem Dorf Plankstadt. - Rauenberg mit den Stadtteilen Malschenberg, Rauenberg und Rotenberg - Zu Malschenberg das Dorf Malschenberg. - Zu Rauenberg das Dorf Rauenberg. - Zu Rotenberg das Dorf Rotenberg. - Reichartshausen mit dem Dorf Reichartshausen, dem Ort Reichartshauser Jagdhaus und dem Wohnplatz Reichartshauser Mühle (Hacksmühle). - Reilingen mit dem Dorf Reilingen, dem Weiler Wersauerhof und dem Wohnplatz Schloßmühle. - Sandhausen mit dem Dorf Sandhausen, dem Weiler Bruchhausen und den Orten Försterhaus und Wohngebiet „Industrie“. - Schönau mit den Stadtteilen Altneudorf und Schönau. - Zu Altneudorf die Dörfer Oberdorf und Unterdorf. - Zu Schönau die Stadt Schönau, die Orte Bei Altneudorf, Landheim Lessingschule (Lochmühle) und Lindenbach und der Wohnplatz Hasselbacherhof. - Schönbrunn mit den Gemeindeteilen Haag, Moosbrunn, Schönbrunn und Schwanheim. - Zu Haag das Dorf Haag (Ober- und Unter-) und das Haus Haager Mühle. - Zu Moosbrunn das Dorf Moosbrunn. - Zu Schönbrunn die Dörfer Oberschönbrunn und Unterschönbrunn und der Ort Oberallemühl. - Zu Schwanheim das Dorf Schwanheim und der Weiler Unterallemühl. - Schriesheim mit den Stadtteilen Altenbach, Schriesheim und Ursenbach. - Zu Altenbach das Dorf Altenbach, der Weiler Kohlhof und der Wohnplatz Röschbach(erhof). - Zu Schriesheim die Stadt Schriesheim und der Ort „Stam(m)berg, Altersheim“. - Zu Ursenbach das Dorf Ursenbach und der Ort Ursenbacherhof. - Schwetzingen mit der Stadt Schwetzingen. - Sinsheim mit den Stadtteilen Adersbach, Dühren, Ehrstädt, Eschelbach, Hasselbach, Hilsbach, Hoffenheim, Reihen, Rohrbach, Sinsheim, Steinsfurt, Waldangelloch und Weiler. - Zu Adersbach das Dorf Adersbach und der Ort Rauhof. - Zu Dühren das Dorf Dühren und der Wohnplatz Dührener Mühle. - Zu Ehrstädt das Dorf Ehrstädt, die Orte Eulenhof und Jägerhaus, Schloss und Haus Neuhaus und der Wohnplatz Mühle. - Zu Eschelbach das Dorf Eschelbach. - Zu Hasselbach das Dorf Hasselbach. - Zu Hilsbach das Dorf Hilsbach, der Ort Junghof und die Wohnplätze Eichmühle und Mettelmühle. - Zu Hoffenheim das Dorf Hoffenheim, der Weiler Siedlung am Balzfelderwald und die Wohnplätze Am Krähenberg und Mühle Kolb. - Zu Reihen das Dorf Reihen. - Zu Rohrbach das Dorf Rohrbach. - Zu Sinsheim die Stadt Sinsheim, der Ort Frankenhof, der Weiler Immelhäuser Hof und der Wohnplatz Walkmühle. - Zu Waldangelloch das Dorf Waldangelloch. - Zu Weiler das Dorf Weiler, der Ort Hammerau und die Höfe Birkenauerhof und Buchenauerhof (Ziegelhof). - Spechbach mit dem Dorf Spechbach und dem Wohnplatz Neumühle. - St. Leon-Rot mit den Gemeindeteilen Rot und St. Leon - Zu Rot das Dorf Rot. - Zu St. Leon das Dorf St. Leon. - Waibstadt mit den Stadtteilen Daisbach und Waibstadt. - Zu Daisbach das Dorf Daisbach und das Gehöft Ursenbacherhof, früher Bleihof. - Zu Waibstadt die Stadt Waibstadt, der Ort „Industriegelände, Siedlung“ und die Wohnplätze Alte Mühle und Bernau. - Walldorf mit der Stadt Walldorf, dem Ort „Impex, Süddeutsche Metallwerke G.m.b.H.“ und dem Wohnplatz Haltestelle Walldorf. - Weinheim mit den Stadtteilen Hohensachsen, Lützelsachsen, Oberflockenbach, Rippenweier, Ritschweier, Sulzbach und Weinheim. - Zu Hohensachsen das Dorf Hohensachsen und der Ort Siedlung im Ritschweier Tal. - Zu Lützelsachsen das Dorf Lützelsachsen und der Wohnplatz Kinder- u. Jugendheim Pilgerhaus. - Zu Oberflockenbach das Dorf Oberflockenbach, der Weiler Steinklingen, das Gehöft Wünschmichelbach und der Wohnplatz Daummühle. - Zu Rippenweier das Dorf Rippenweier, der Weiler Rittenweier, die Orte Heiligkreuz und Hohert (Ferienheim) und der Wohnplatz Deisenklinge. - Zu Ritschweier das Dorf Ritschweier und der Weiler Oberkunzenbach. - Zu Sulzbach das Dorf Sulzbach und das Gehöft Sulzbacherhof. - Zu Weinheim die Stadt Weinheim, die Weiler Bertleinsbrücke und Weid und die Orte Nächstenbach, Nächstenbacher Berg, Ofling und Waid. - Wiesenbach mit dem Dorf Wiesenbach und Schloss und Gehöft Langenzell. - Wiesloch mit den Stadtteilen Baiertal, Schatthausen und Wiesloch. - Zu Baiertal das Dorf Baiertal, das Gehöft Schatzgrundhof und die Wohnplätze Hohenhardterhof und Pumpstation Maisbachtal. - Zu Schatthausen das Dorf Schatthausen. - Zu Wiesloch die Stadt Wiesloch, der Stadtteil Altwiesloch und die Orte Beim Staatsbahnhof, „Frauenweiler, Siedlung“, Heil- und Pflegeanstalt und Hühnerfarm Zimmermann. - Wilhelmsfeld mit den Dörfern Bei der Kirche, Oberdorf, Unterdorf und Vormalige Stefansgasse, den Gemeindeteilen Bergstraße, Erlbrunner Höhe, Gasse und Silbergasse, den Zinken Angelhof, Bei der Neuen Mühle, Holzapfeldelle, Pottaschenloch, Riesenberg und Schloß. - Zuzenhausen mit dem Dorf Zuzenhausen und dem Gehöft Schloß (Gutshof). |

## Alphabetische Liste
In Fettschrift erscheinen die Orte, die namengebend für die Gemeinde sind, in Kursivschrift Einzelhäuser, Häusergruppen, Burgen, Schlösser und Höfe. Zusätzliche bestehende kleine Orte nach der Quelle www.leo-bw.de werden dort in aller Regel nicht wie in der Listengrundlage nach Weiler/Siedlung/Wohnplatz usw. differenziert, sondern einheitlich als Wohnplatz klassifiziert, dieser Ortsteiltyp wird hier entsprechend kursiviert übernommen.
| - Adersbach zu Sinsheim - Alte Mühle zu Waibstadt - Altenbach zu Schriesheim - Altlußheim - Altwiesloch zu Wiesloch - Am Kieslochweg zu Leimen - Am Krähenberg zu Sinsheim - Am Leutershausener Weg zu Hirschberg an der Bergstraße - Am Mühlweg (Judenfriedhof) zu Hemsbach - Am Wiesenweg zu Leimen - An der St. Leonerstraße zu Altlußheim - An der Waghäuselerstraße zu Altlußheim - Angelhof zu Wilhelmsfeld - Antonslust zu Eberbach - Atzelbuckel zu Ilvesheim - Bachmayer-Hof zu Oftersheim - Badisch-Schöllenbach zu Eberbach - Bahnstation Großsachsen-Heddesheim zu Heddesheim - Bahnstation Pleutersbach zu Eberbach - Bahnstation Rot-Malsch zu Malsch - Bahnstation Talhaus zu Hockenheim - Baiermühle zu Leimen - Baiertal zu Wiesloch - Balzenbach zu Hemsbach - Balzfeld zu Dielheim - Bammental - Bärenstein zu Dossenheim - Bargen zu Helmstadt-Bargen - Bärsbach zu Heiligkreuzsteinach - Becherbruch zu Heddesheim - Bei Altneudorf zu Schönau - Bei der Kirche zu Wilhelmsfeld - Bei der Neuen Mühle zu Wilhelmsfeld - Beim Schießstand zu Ilvesheim - Beim Staatsbahnhof zu Wiesloch - Belzbuckel zu Hirschberg an der Bergstraße - Bergstraße zu Wilhelmsfeld - Bernau zu Waibstadt - Bertleinsbrücke zu Weinheim - Biddersbacher Hof zu Lobbach - Birkenauerhof zu Sinsheim - Birkenhof zu Leimen - Birkighöfe zu Eppelheim - Blindenführerhundeschule zu Oftersheim - Böser Berg zu Eberbach - Brombach zu Eberbach - Brown, Boverie & Cie zu Eberbach - Bruchhausen zu Sandhausen - Brühl - Buchenauerhof (Ziegelhof) zu Sinsheim - Burghälde zu Eberbach - Daisbach zu Waibstadt - Daummühle zu Weinheim - Deisenklinge zu Weinheim - Dielheim - Dilsberg zu Neckargemünd - Dilsbergerhof zu Neckargemünd - Dossenheim - Dühren zu Sinsheim - Dührener Mühle zu Sinsheim - Eberbach - Edingen zu Edingen-Neckarhausen - Edinger Hof zu Edingen-Neckarhausen - Ehrstädt zu Sinsheim - Eichmühle zu Sinsheim - Eichtersheim zu Angelbachtal - Eiterbach zu Heiligkreuzsteinach - Epfenbach - Eppelheim - Erlbrunner Höhe zu Wilhelmsfeld - Erzwäsche zu Nußloch - Eschelbach zu Sinsheim - Eschelbronn - Eulenberghof zu Leimen - Eulenhof zu Sinsheim - Fassfabrik zu Neckargemünd - Ferdinandsdorf zu Waldbrunn im Neckar-Odenwald-Kreis und - Fischweiher zu Nußloch - Flinsbach zu Helmstadt-Bargen - Flurscheid zu Ilvesheim - Försterhaus zu Sandhausen - Frankenhof zu Sinsheim - Frauenweiler, Siedlung zu Wiesloch - Friedrichsdorf zu Eberbach - Friedrichsdorfer Landstraße zu Eberbach - Gaiberg - Gaimühle zu Eberbach - Galgbrunnen, Siedlung zu Ladenburg - Gasse zu Wilhelmsfeld - Gauangelloch zu Leimen - Gemeindewald zu Altlußheim - Golfplatz zu Oftersheim - Gretengrund zu Eberbach - Großsachsen zu Hirschberg an der Bergstraße - (Ober- und Unter-)Haag zu Schönbrunn - Haager Mühle zu Schönbrunn - Haltestelle Leimen zu Leimen - Haltestelle Waldhilsbach zu Neckargemünd - Haltestelle Walldorf zu Walldorf - Hammerau zu Sinsheim - Hardtlachhöfe zu Oftersheim - Hardtwaldsiedlung zu Oftersheim - Hasselbach zu Sinsheim - Hasselbacherhof zu Schönau - Haumühle zu Heiligkreuzsteinach - Heddesbach - Heddesheim - Heidäcker zu Neckarbischofsheim - Heil- und Pflegeanstalt zu Wiesloch - Heiligkreuz zu Weinheim - Heiligkreuzsteinach - Helmhof zu Neckarbischofsheim - Helmhofer Forsthäuser zu Neckarbischofsheim - Helmstadt zu Helmstadt-Bargen - Hemsbach - Herrenteich, Ziegelei zu Hockenheim - Hilsbach zu Sinsheim - Hilsenhain zu Heiligkreuzsteinach - Hinterheubach zu Heiligkreuzsteinach - Hirschhornerlandstraße zu Eberbach - Hobstmühle zu Helmstadt-Bargen - Hockenheim - Hoffenheim zu Sinsheim - Hohenhardterhof zu Wiesloch - Hohenöd, Siedlung zu Heiligkreuzsteinach - Hohensachsen zu Weinheim - Hohert (Ferienheim) zu Weinheim - Holdergrund zu Eberbach - Holzapfeldelle zu Wilhelmsfeld - Horrenberg zu Dielheim - Hühnerfarm Zimmermann zu Wiesloch - Igelsbach zu Hirschhorn (Neckar) im Landkreis Bergstraße in Hessen und - Ilvesheim - Im Elmele, Siedlung zu Eberbach - Im Hoheroth zu Eberbach - Im Industriegelände zu Leimen - Immelhäuser Hof zu Sinsheim - Impex, Süddeutsche Metallwerke G.m.b.H. zu Walldorf - Industriegelände, Siedlung zu Waibstadt - Ingelheimerhof zu Helmstadt-Bargen - Insultheimerhof zu Hockenheim - Itterhof zu Eberbach - Jägerhaus zu Sinsheim - Junghof zu Sinsheim - Jungviehweide Hollmut zu Bammental - Keitenhöfe zu Epfenbach - Ketsch - Ketschau, Ziegelei zu Hockenheim - Kinder- u. Jugendheim Pilgerhaus zu Weinheim - Kistenmachermühle zu Leimen - Kleingemünd zu Neckargemünd - Klingentalerhof zu Lobbach - Kloster Lobenfeld zu Lobbach - Kohlbach zu Hirschberg an der Bergstraße - Kohlhof zu Schriesheim - Kollerschützenhaus (Kollerinsel u. Spieswiese) zu Brühl - Kraftwerk der Tapetenfabrik zu Bammental - Kratzert zu Eberbach - Kriegsmühle zu Neckargemünd - Krixenberghof zu Neckarbischofsheim - Krösselbach zu Eberbach - Kümmelbacher Hof zu Neckargemünd - Ladenburg - Lampenhain zu Heiligkreuzsteinach - Landheim Lessingschule (Lochmühle) zu Schönau - Langenzell zu Wiesenbach - Laudenbach - Leimen - Leimfabrik mit Häusern zu Ladenburg - Leutershausen an der Bergstraße zu Hirschberg an der Bergstraße - Lindach zu Eberbach - Lindenbach zu Schönau - Lindenhof zu Leimen - Lingental(erhof) zu Leimen - Lobenfeld zu Lobbach - Lochmühle (Bucheneck) zu Leimen - Lußhof zu Altlußheim - Lützelsachsen zu Weinheim | - Maisbach zu Nußloch - Malsch - Malschenberg zu Rauenberg - Mauer - Meckesheim - Meckesheimer Hof zu Meckesheim - Mettelmühle zu Sinsheim - Michelfeld zu Angelbachtal - Mönchzell zu Meckesheim - Moosbrunn zu Schönbrunn - Mückenloch zu Neckargemünd - Muckensturm zu Heddesheim - Mühle zu Nußloch - Mühle zu Sinsheim - Mühle Kolb zu Sinsheim - Mühlhausen - Nächstenbach zu Weinheim - Nächstenbacher Berg zu Weinheim - Neckarbischofsheim - Neckarelzerlandstraße zu Eberbach - Neckargemünd - Neckarhälde zu Eberbach - Neckarhausen zu Edingen-Neckarhausen - Neckarhäuserhof zu Neckargemünd - Neckarwimmersbach zu Eberbach - Neidenstein - Neubotzheim zu Ladenburg - Neu-Edingen zu Edingen-Neckarhausen - Neuhaus zu Sinsheim - Neuhof zu Neckargemünd - Neulußheim - Neumühle zu Spechbach - Neuzeilsheim zu Ladenburg - Neuzenhof zu Heddesheim - Nußloch - Oberallemühl zu Schönbrunn - Oberdorf zu Schönau - Oberdorf zu Wilhelmsfeld - Oberflockenbach zu Weinheim - Oberhof zu Dielheim - Oberkunzenbach zu Weinheim - Oberschönbrunn zu Schönbrunn - Ochsenbach zu Leimen - OEG Bahngebäude zu Dossenheim - Ofling zu Weinheim - Oftersheim - Ohrsberg-Siedlung zu Eberbach - Plankstadt - Pleutersbach zu Eberbach - Pottaschenloch zu Wilhelmsfeld - Pulvermühle zu Neckarbischofsheim - Pumpstation Maisbachtal zu Wiesloch - Rainbach zu Neckargemünd - Rauenberg - Rauhof zu Sinsheim - Reichartshausen - Reichartshauser Jagdhaus zu Reichartshausen - Reichartshauser Mühle (Hacksmühle) zu Reichartshausen - Reihen zu Sinsheim - Reilingen - Reilsheim zu Bammental - Rettigheim zu Mühlhausen - Rheintalbahn zu Altlußheim - Riesenberg zu Wilhelmsfeld - Rippenweier zu Weinheim - Ritschweier zu Weinheim - Rittenweier zu Weinheim - Rockenau zu Eberbach - Rohrbach zu Sinsheim - Rohrhof zu Brühl - Rosaburg zu Eberbach - Röschbach(erhof) zu Schriesheim - Rosenhof, Max-Planck-Institut zu Ladenburg - Rot zu St. Leon-Rot - Rotenberg zu Rauenberg - Rothenbach zu Eberbach - Sanatorium zu Eberbach - Sändel, Siedlung zu Eberbach - Sandhausen - Schafhof zu Heiligkreuzsteinach - Schafhof zu Hemsbach - Schatthausen zu Wiesloch - Schatzgrundhof zu Wiesloch - Scheuerberg zu Eberbach - Schießstand zu Leimen - Schießstand (ehemal. Panzerschießstand) zu Oftersheim - Schloß zu Wilhelmsfeld - Schloß (Gutshof) zu Zuzenhausen - Schloßmühle zu Reilingen - Schneckenweg, Neckarblick zu Eberbach - Schönau - Schriesheim - Schwabenheim zu Dossenheim - Schwanheim zu Schönbrunn - Schwetzingen - Siebzehntes Gewann zu Neulußheim - Siedlung am Balzfelderwald zu Sinsheim - Siedlung im Ritschweier Tal zu Weinheim - Silbergasse zu Wilhelmsfeld - Sinsheim - Spechbach - Speck zu Hirschberg an der Bergstraße - Spitzberg (Jagdhaus) zu Eberbach - St. Ilgen zu Leimen - St. Leon zu St. Leon-Rot - Stam(m)berg, Altersheim zu Schriesheim - Stausee, Itterkraftwerk zu Eberbach - Steige, Siedlung zu Eberbach - Steinbruch des Zementwerks zu Nußloch - Steinklingen zu Weinheim - Steinsfurt zu Sinsheim - Steinzeug- u. Tonwerk zu Nußloch - Stößwerke (Gammelsbach) zu Eberbach - Sulzbach zu Weinheim - Sulzbacherhof zu Weinheim - Tairnbach zu Mühlhausen - Tierkörperbeseitigungsanstalt (Leimhütte) zu Ladenburg - Tonwerk zu Malsch - Turmgasthaus zum „Weißen Stein“ - Unter hohen Graben (Bargener Mühle) zu Helmstadt-Bargen - Unterallemühl zu Schönbrunn - Unterdielbach zu Eberbach - Unterdorf zu Schönau - Unterdorf zu Wilhelmsfeld - Untergimpern zu Neckarbischofsheim - Unterhof zu Dielheim - Unterschönbrunn zu Schönbrunn - Ursenbach zu Schriesheim - Ursenbacherhof zu Schriesheim - Ursenbacherhof, früher Bleihof, zu Waibstadt - Vorderheubach zu Heiligkreuzsteinach - Vormalige Stefansgasse zu Wilhelmsfeld - Wagen(furter) Mühle zu Epfenbach - Waibstadt - Waid zu Weinheim - Waldangelloch zu Sinsheim - Waldhilsbach zu Neckargemünd - Waldwimmersbach zu Lobbach - Walkmühle zu Neckargemünd - Walkmühle zu Sinsheim - Walldorf - Wasserwerk zu Hockenheim - Watzenhof zu Hemsbach - Weid zu Weinheim - Weierhof zu Edingen-Neckarhausen - Weiler zu Sinsheim - Weilerhof zu Helmstadt-Bargen - Weingärten zu Ilvesheim - Weinheim - Wersauerhof zu Reilingen - Weschnitzsiedlung (Hemsbach) zu Hemsbach - Weschnitzsiedlung (Laudenbach) zu Laudenbach - Wiesenbach - Wiesloch - Wohngebiet „Industrie“ zu Sandhausen - Wohnsiedlung am Bundesbahnhof zu Neckarbischofsheim - Wohnsiedlung am Kalkwerk zu Neckarbischofsheim - Wünschmichelbach zu Weinheim - Zum Gossenbrunn zu Leimen - Zuzenhausen |